# Кунгуров, Гавриил Филиппович
Кунгу́ров Гаврии́л Фили́ппович (25 марта [7 апреля] 1903, станция Сретенск, Забайкальская область — 13 июня 1981, Иркутск) — русский советский прозаик, детский писатель, публицист, критик, литературовед.
Член Союза писателей СССР; доктор филологических наук, профессор ИГПИ. Член КПСС (с 1928).

## Биография
Родился 25 марта (7 апреля) 1903 на станции Сретенск Забайкальской области в семье рабочего-железнодорожника.
Участник Гражданской войны, в 17 лет ушел добровольцем в Народно-революционную армию Дальневосточной республики.
В 1924 году окончил Сретенскую учительскую семинарию, переехал в Иркутск. В 1928 году окончил Иркутский государственный университет. Работал учителем, директором школы, преподавателем и заведующим кафедрой в Иркутском педагогическом институте.
В 1959—1962 годах был Ответственным секретарём Иркутского отделения Союза писателей РСФСР.
Скончался 13 июня 1981 года в Иркутске.

## Творчество
Публицистическую деятельность начал в 1925 году.
Первая книга — повесть для детей «Топка» вышла в 1935 году.
Автор публицистических и литературоведческих произведений, переводов сказок народов Севера, разнообразных по темам и жанрам художественных произведений для взрослых и детей.
Произведения переведены на болгарский, венгерский, китайский, монгольский, польский, сербский, чешский и другие языки.

## Награды
- Орден «Знак Почёта» (23.04.1963)

## Избранная библиография
- Золотая степь. Рассказы о людях Монголии. — М.: Сов. писатель, 1958. — 259 с. — 30000 экз.
- Албазинская крепость: Историческая повесть. — М.: Мол. гвардия, 1959. — 252 с. — 75000 экз.
- Топка: Повесть. — Иркутск: Вост.-Сиб. кн. изд-во, 1971. — 132 с. — 100000 экз.
- Оранжевое солнце: Повесть. — М.: Современник, 1976. — 188 с. — 75000 экз.[3]

Зарубежные издания
- Золотая степь. — Белград: Задружна книга, 1948. — 151 с. — На серб. яз.
- Золотая степь. — Прага, 1948. — 155 с. — На чеш. яз.
- Золотая степь. — Прага, 1949. — 149 с. — На чеш. яз.
- Золотая степь. — Будапешт, 1950. — 133 с. — На венгер. яз.
- Свет не погас. — Варшава, 1951. — 131 с. — На польск. яз.
- Топка / Пер. Стратиева. — София, 1953. — 124 с. — На болг. яз.
- Золотая степь. — Пекин, Хух-Хото, 1956. — 56 с. — На кит. и монг. яз.
- Золотая степь. — Улан-Батор, 1959. — 176 с. — На монг. яз.[2]